# Callopistria ganga
Callopistria ganga är en fjärilsart som beskrevs av Achille Guenée 1852. Callopistria ganga ingår i släktet Callopistria och familjen nattflyn. Inga underarter finns listade i Catalogue of Life.